# Austronemoura encoensis
Austronemoura encoensis är en bäcksländeart som beskrevs av Aubert 1960. Austronemoura encoensis ingår i släktet Austronemoura och familjen Notonemouridae. Inga underarter finns listade i Catalogue of Life.